# Jeanne d'Aragon (1344-1385)
Pour les articles homonymes, voir Jeanne d'Aragon.
Jeanne d'Aragon (7 novembre 1344-1385 ) est le deuxième enfant de Pierre IV d'Aragon et de sa première épouse Marie de Navarre. Membre de la Maison de Barcelone, elle est infante d'Aragon de naissance et comtesse d'Ampurias par son mariage.

## Mariage
Le 19 juin 1373, Jeanne épouse Jean Ier, comte d'Empúries. C'était son deuxième mariage après la mort de sa première épouse Blanche de Sicile. Jeanne avait vingt-neuf ans au moment de son mariage, elle était à l'époque considérée comme une mariée âgée. Le couple, marié pendant douze ans, a deux fils :
- Jean (1375-1401), succède à son père comme comte d'Ampurias,
- Pierre (mort en 1402), succède à son frère, mais ne règne qu'un an.

De nombreux membres de sa famille, dont Jeanne et ses demi-frères Jean et Martin , montrent de l'aversion pour la quatrième épouse de son père, Sibylle de Fortià, en raison de sa naissance et de l'ambition de sa famille à la cour. Son mari entre en conflit avec Sibylle, puis se rebelle contre le roi. Jeanne meurt à l'âge de quarante ou de quarante et un ans en 1385. Son mari décède treize ans plus tard en 1398. Elle est inhumée au monastère de Poblet.